# Dugo brdo
Dugo brdo je planina u Bosni. Zbog toga što je relativna visina niža od apsolutne, nosi naziv brda. Najviši vrh je na 1459 metara nadmorske visine.

## Položaj
Nalazi se južno od Fojnice, uzvisine s Kozovim gradom (1428 m) i rječice koja protječe kod sela Bistrice, koja se kod Lužina ulijeva u Željeznicu, rječicu koja s istočne strane ograničava Dugo brdo. Dugo brdo pruža se u smjeru sjeverozapad - jugoistok. Zapadno je Zec-planina, južno su selo Dusina i planina Pogorelica.